# Акунк (Арагацотн)
Акунк (арм. Ավթոնա) — село на западе Арагацотнской области в Армении.

## География
В 6 км к юго-западу расположен город Талин, в 4 км к востоку расположено село Кармрашен, в 5 км к северо-востоку расположено село Воскетас, а в 4 км к северо-западу село Мастара, которое расположено на отрезке Маралик—Талин трассы Ереван—Гюмри.